# الشراقي (ملحان)

تعديل مصدري - تعديل

الشراقي هي إحدى قرى عزلة القبلة بمديرية ملحان التابعة لمحافظة المحويت، بلغ تعداد سكانها 860 نسمة حسب تعداد اليمن لعام 2004.